# Epictia clinorostris
Epictia clinorostris é uma espécie de réptil, que foi descrita pela primeira vez por Arredondo e Zaher, em 2010. Epictia clinorostris pertence ao gênero Epictia e à família Leptotyphlopidae.